# Крутов, Александр Николаевич (журналист)
Александр Николаевч Крутов (2 июля 1960, Саратов — 10 апреля 2017, там же) — советский, а затем российский журналист и публицист, работавший в жанре журналистское расследование.

## Биография
Александр Николаевич Крутов родился в Саратове 2 июля 1960 года.
- 1982 год — окончание энергетического факультета Саратовского политехнического института.
- 1982 год — 1991 год — работа в Сибирском энергетическом институте Сибирского отделения Академии наук СССР (Иркутск).
- 1990 год — 1991 год — активист демократического движения в Иркутске, сопредседатель «Клуба гражданских инициатив» иркутского академгородка. Член редколлегии самиздатовского журнала «Тихвинская площадь»[1].
- 1991 год — 1994 год — журналист иркутской независимой газеты «Демократический путь России».
- 1994 год — 1995 год — возвращение в Саратов, сотрудничество с «Московские новости», «Новый взгляд», «Моя газета».
- 1995 год — 1996 год — работа в газете «Саратовский листок».
- 1997 год — 2006 год — работа в газете «Богатей».
- 2006 год — 2017 год — обозреватель журнала «Общественное мнение», сотрудничество с еженедельником «Саратовский репортер», интернет-порталом «СаратовИнформ».

Умер 10 апреля 2017 года в результате обширного инфаркта в Саратове.

## Интересные факты
- Четырежды за свою журналистскую карьеру подвергался нападениям и избиениям, которые связывают с его профессиональной деятельностью.
- В 2003 году представлялся к государственной награде — Медаль ордена «За заслуги перед Отечеством» II степени, однако награждение по невыясненным причинам не состоялось.
- Хобби — филателия, а также сбор документов с криминальной составляющей (протоколы, приговоры, материалы уголовных дел и т. д.).

## Публикации
- Крутов А. Н. «Дело» было в Саратове. Уголовные дела саратовской элиты. — Саратов: Научная книга, 2011. — 496 с. — 1000 экз. — ISBN 978-5-9758-1333-6.[2][3]

## Награды и премии

### Ведомственные и региональные награды
- Почетный знак губернатора Саратовской области «За стойкость и выживание» (2000)
- Почетная грамота Министерства Российской Федерации по делам печати, телерадиовещания и средств массовых коммуникаций «За вклад в развитие региональной печати» (2005)

### Премии и номинации
- Второе место в журналистском конкурсе Саратовской областной думы (2003)
- Лауреат премии имени Артёма Боровика (2008, 2011)[4]
- Дипломант премии имени Артёма Боровика (2010, 2013)[5]
- Номинант премии имени Андрея Сахарова «За журналистику как поступок» (2008)[6][7]

## Память
- Мемориальная доска на доме в котором жил А. Н. Крутов по адресу: г. Саратов, ул. Мичурина, д. 6 (2017)[8]